# Becquerelita
La becquerelita es un mineral de la clase de los minerales óxidos. Fue descubierta en 1922 en las minas de Katanga (República Democrática del Congo), siendo nombrada así en honor de Henri Becquerel, físico francés que descubrió la radiactividad. Un sinónimo poco usado es beckerelita.

## Características químicas
Es un óxido-hidróxido de uranio con cationes adicionales de calcio, con estructura molecular de poliedros pentagonales de  UO2(O,OH)5. Además de los elementos de su fórmula, suele llevar como impureza plomo.

## Formación y yacimientos
Se forma como producto de la alteración a la intemperie de la uraninita en las zonas de oxidación de depósitos de uranio sedimentarios y, más raramente, en rocas pegmatitas.
Suele encontrarse asociado a otros minerales como: uraninita, schoepita, soddyita, curita, fourmarierita, dewindtita, iantinita, wölsendorfita, rutherfordina, masuyita, kasolita, johannita, uranopilita o zippeíta.